# دارين فاي
دارين فاي (بالإنجليزية: Darren Fay)‏ هو لاعب كرة القدم الغالية أيرلندي، ولد في 11 أبريل 1976 في Trim, County Meath ‏ في جمهورية أيرلندا.